# Sot del Noi
El Sot del Noi és un torrent i un sot, o vall estreta i feréstega, del terme municipal de Sant Quirze Safaja, a la comarca del Moianès.
És en el sector nord-est del terme, a ponent del Rossinyoler, al nord-oest de la masia del Serrà i al sud-est del Racó de la Creu. Es troba al nord de la Costa del Barbot i del Morro del Xai. És afluent per l'esquerra del torrent del Barbot, torrent que forma, juntament amb el Racó de la Creu.